# Jacob Beck
Jacob Beck (1566-1622) var en dansk amiral och adelsman. Hans far var Lave Beck på Bosjöklosters slott. 1606 ägde han Wapnö. Han var far till Jochum Beck och stamfader till släkten Beck-Friis.